# NGC 41
NGC 41 (ook wel PGC 865, MCG 4-1-39, ZWG 478.42, KUG 0010+217 of IRAS00101+2144) is een spiraalvormig sterrenstelsel in het sterrenbeeld Pegasus.
NGC 41 werd op 30 oktober 1864 ontdekt door de Duitse astronoom Albert Marth.